# El llano en llamas
El llano en llamas (Portugal: A planície em chamas, Brasil: Planalto em chamas, Chão em Chamas) é um livro de contos do escritor mexicano Juan Rulfo, lançado em 1953. O original trazia apenas 15 contos. A partir da segunda edição, de 1970, acrescentaram-se mais 2.

Trata-se de uma obra regionalista. Todos os contos do livro utilizam uma narrativa bastante direta e lançam mão frequentemente de uma escrita coloquial e de termos típicos regionais nas vozes dos personagens, focalizando aspectos do semi-árido mexicano, em especial da região natal do autor, o estado de Jalisco: a pobreza, a morte, a violência, a distância e a omissão do governo, a falta de esperança e de perspectivas. A época é incerta, mas algumas histórias referem-se diretamente à Revolução Mexicana e à Guerra Cristera.
El llano en llamas foi o livro de estréia de Rulfo. As qualidades e a originalidade do livro tornaram seu autor famoso. Diferentemente da sua outra obra mestra, Pedro Páramo, aqui Rulfo não emprega o Realismo mágico, e sim um realismo bastante cru, beirando por vezes o naturalismo.
No Brasil, o livro foi lançado em duas edições:
1. Planalto em chamas, com tradução de Eliane Zaguri, pela Paz e Terra, em 1998
2. Chão em chamas, com tradução de Eric Nepomuceno, pela Editora Record, em 2004

O título da primeira traduz por Planalto, que pode referir-se à região central do Brasil, o termo Llano, que corresponde à região mexicana onde se passam as histórias narradas. Já o título da segunda preserva a aliteração do título original.

Os contos que compõem a obra são os seguintes:
- Macario
- Nos han dado la tierra
- La cuesta de las comadres
- Es que somos muy pobres
- El hombre
- En la madrugada
- Talpa
- El llano en llamas
- Diles que no me maten
- Luvina
- La noche que lo dejaron solo
- Acuérdate
- ¿No oyes ladrar a los perros?
- Paso del Norte
- Anacleto Morones
- La herencia de Matilde Arcángel
- El día del derrumbe